# Xbox Entertainment Studios
Xbox Entertainment Studios war ein amerikanisches Fernseh- und Filmstudio mit Sitz in Santa Monica, Kalifornien, das 2012 von Microsoft Studios gegründet wurde, um „interaktive Fernsehinhalte“ für Xbox Live zu erstellen.
Am 17. Juli 2014 bestätigte Microsoft, dass das Studio geschlossen wird. Am 29. Oktober 2014 traten der Vizepräsident und der Präsident aus Xbox Entertainment Studios aus und das Unternehmen wurde offiziell geschlossen.

## Projekte
Zum Zeitpunkt der Schließung entwickelten die Xbox Entertainment Studios die ersten Projekte: eine Dokumentation über den Videospielcrash von 1983, ein Science-Fiction Drama mit dem Titel Humans und eine Live-Action Fernsehserie, die auf den Halo-Franchise in Zusammenarbeit mit dem Filmproduzenten Steven Spielberg basieren sollte. Zukünftige Projekte sollten ein Remake von der BBC-Science-Fiction Serie Blake’s 7, ein Neustart der kanadischen Kinderkrankenhaus-Dokumentarserie Little Miracles und eine autobiografische Serie über den Rapper Nas sein.
Das Studio veröffentlichte eine Straßenfußball-Realität-Serie mit dem Titel Every Street United.
Im September 2014 berichtete The Hollywood Reporter, dass AMC in Gesprächen war, um die Rechte zu Humans zu erwerben.

## Veröffentlichungen
Xbox Entertainment Studios hat Originalfilme und Serien angeboten, die in Zusammenarbeit mit professionellen Studios produziert wurden.